# Riesenborkenratten
Die Riesenborkenratten (Phloeomys) sind eine Nagetiergattung aus der Familie der Langschwanzmäuse (Muridae). Sie leben auf den Philippinen und sind die größten lebenden Vertreter dieser Familie. Es werden zwei Arten unterschieden, die  Südliche (Phloeomys cumingi) und die Nördliche Luzon-Riesenborkenratte (Phloeomys pallidus).

## Merkmale
Riesenborkenratten erreichen eine Kopfrumpflänge von 28 bis 48 Zentimeter, wozu noch ein 20 bis 35 Zentimeter langer Schwanz kommt. Das Gewicht beträgt rund 1,5 bis 2 Kilogramm. Das Fell ist lang und gemustert. Die Oberseite ist schwarz oder braun gefärbt und manchmal gelblich oder rötlich gesprenkelt. Die Unterseite und manchmal die Flanken sind weißlich-grau; auch der Kopf kann teilweise heller gefärbt sein. Der Schwanz ist durchgehend schwarz behaart, aber nicht buschig. Die Ohren sind klein und rund und die Schnauze stumpf. Die vergrößerten Pfoten mit den langen Zehen und Krallen stellen eine Anpassung an eine baumbewohnende Lebensweise dar. Die Art P. pallidus ist etwas heller gefärbt und hat ein weicheres Fell als P. cumingi; es ist aber unklar, ob es sich dabei tatsächlich um eine eigene Art oder nur um eine lokale oder saisonale Variante handelt.

## Verbreitung und Lebensraum
Riesenborkenratten sind auf den Philippinen endemisch, sie bewohnen die Insel Luzon und kleinere vorgelagerte Inseln. Ihr Lebensraum sind Wälder, wobei sie sowohl in Meeresnähe als auch im Bergland vorkommen.

## Lebensweise
Riesenborkenratten sind nachtaktiv. Tagsüber schlafen sie in hohlen Baumstämmen oder in Bauen, die sie von anderen Tieren übernommen haben. In der Nacht begeben sie sich auf Nahrungssuche; sie sind geschickte Kletterer und halten sich dabei meist auf den Bäumen auf. Berichten zufolge leben sie in Paaren oder in kleinen Familiengruppen.
Über die Ernährung in freier Natur ist wenig bekannt, sie dürften dort vor allem Pflanzenmaterial zu sich nehmen. Tiere in Gefangenschaft haben daneben auch Insekten und andere Tiere verzehrt, inwieweit sie diese Nahrung auch in freier Wildbahn fressen, ist nicht bekannt.

## Fortpflanzung
Auch über die Fortpflanzung ist wenig bekannt. Weibchen haben im Gegensatz zu den meisten anderen Langschwanzmäusen nur ein Paar Zitzen. Dementsprechend überwiegen Einlingsgeburten, vermutlich fallen die meisten Geburten in das Ende der Regenzeit, etwa Dezember.

## Gefährdung
Riesenborkenratten sind verhältnismäßig anpassungsfähige Tiere, die oft in der Nähe menschlicher Behausungen zu finden sind. Sie werden in vielen Regionen wegen ihres Fleisches gejagt und dürften in einem gewissen Ausmaß auch an der Zerstörung ihres Lebensraumes leiden. Die IUCN listet P. cumingi als gefährdet (vulnerable) und P. pallidus als nicht bedroht.

## Systematik
Die Riesenborkenratten bilden laut Wilson & Reeder (2005) zusammen mit drei anderen philippinischen Mäusegattungen – Philippinen-Haarschwanzratten (Batomys), Luzon-Baumratten (Carpomys) und Borkenkletterern (Crateromys) eine eigene Gattungsgruppe („Phloeomys-Division“) innerhalb der Altweltmäuse (Murinae). Diese Gruppe bildet die Schwestergruppe aller übrigen Altweltmäuse und stellt möglicherweise das Relikt einer einst weiter verbreiteten Nagetiergruppe dar.
Genetische Untersuchungen von Lecompte et al. (2008) haben diese Position bestätigt. Damit ist die früher vertretene These eines Taxons „Borkenratten“, das daneben beispielsweise noch die Kleezahn-Riesenratten (Lenomys), die Greifschwanzratten (Pogonomys), die Riesenbaumratten (Mallomys) oder die Pinselschwanz-Baummäuse (Chiropodomys) umfasste, endgültig obsolet geworden.